# Primera División 1929-1930 (Spagna)
La Primera División 1929-1930 è stata la 2ª edizione della massima serie del campionato spagnolo di calcio, disputato tra il 1º dicembre 1929 e il 30 marzo 1930 e concluso con la vittoria dell'Athletic Bilbao, al suo primo titolo.
Capocannoniere del torneo è stato Guillermo Gorostiza (Athletic Bilbao) con 19 reti.

## Stagione

### Formula
Rispetto all'anno precedente, l'ultima classificata del campionato retrocede direttamente in Segunda División.

### Squadre partecipanti
| Club             | Stagione | Città         | Stadio                          | Stagione precedente           |
| ---------------- | -------- | ------------- | ------------------------------- | ----------------------------- |
| Arenas Getxo     | dettagli | Getxo         | Ibaiondo                        | 5º posto in Primera División  |
| Athletic Bilbao  | dettagli | Bilbao        | San Mamés                       | 3º posto in Primera División  |
| Athlétic Madrid  | dettagli | Madrid        | Estadio Metropolitano de Madrid | 6º posto in Primera División  |
| Barcellona       | dettagli | Barcellona    | Camp de Les Corts               | 1º posto in Primera División  |
| CD Europa        | dettagli | Barcellona    | Camp del Guinardó               | 8º posto in Primera División  |
| Español          | dettagli | Barcellona    | Stadio di Sarriá                | 7º posto in Primera División  |
| Racing Santander | dettagli | Santander     | Estadio El Sardinero            | 10º posto in Primera División |
| Real Madrid      | dettagli | Madrid        | Stadio di Chamartín             | 2º posto in Primera División  |
| Real Sociedad    | dettagli | San Sebastián | Estadio de Atocha               | 3º posto in Primera División  |
| Real Unión       | dettagli | Irún          | Stadium Gal                     | 9º posto in Primera División  |

## Classifica finale
|  | Pos. | Squadra          | Pt | G  | V  | N | P  | GF | GS | DR  |
|  | ---- | ---------------- | -- | -- | -- | - | -- | -- | -- | --- |
|  | 1.   | Athletic Bilbao  | 30 | 18 | 12 | 6 | 0  | 63 | 28 | +35 |
|  | 2.   | Barcellona       | 23 | 18 | 11 | 1 | 6  | 46 | 36 | +10 |
|  | 3.   | Arenas Getxo     | 20 | 18 | 9  | 2 | 7  | 51 | 40 | +11 |
|  | 4.   | Español          | 20 | 18 | 9  | 2 | 7  | 40 | 33 | +7  |
|  | 5.   | Real Madrid      | 17 | 18 | 7  | 3 | 8  | 45 | 42 | +3  |
|  | 6.   | Real Unión       | 17 | 18 | 6  | 5 | 7  | 48 | 52 | -4  |
|  | 7.   | Real Sociedad    | 14 | 18 | 5  | 4 | 9  | 34 | 37 | -3  |
|  | 8.   | Racing Santander | 14 | 18 | 7  | 0 | 11 | 32 | 58 | -26 |
|  | 9.   | CD Europa        | 13 | 18 | 6  | 1 | 11 | 29 | 44 | -15 |
|  | 10.  | Athlétic Madrid  | 12 | 18 | 5  | 2 | 11 | 32 | 50 | -8  |

Legenda:
      Campione di Spagna.
      Retrocessa in Segunda División
Regolamento:
Due punti a vittoria, uno a pareggio, zero a sconfitta.
A parità di punti, le posizioni in classifica venivano determinate sulla base degli scontri diretti.

## Risultati

### Tabellone
|                  | ARE  | ATB  | ATM  | BAR  | ESP  | EUR  | RAC  | RMA  | RSO  | RUN    |
| ---------------- | ---- | ---- | ---- | ---- | ---- | ---- | ---- | ---- | ---- | ------ |
| Arenas Getxo     | –––– | 3-3  | 2-1  | 1-3  | 2-0  | 2-3  | 5-1  | 5-1  | 3-1  | 7-2    |
| Athletic Bilbao  | 5-2  | –––– | 6-1  | 4-3  | 6-0  | 3-0  | 4-0  | 2-1  | 2-2  | 5-2    |
| Athlétic Madrid  | 1-3  | 3-4  | –––– | 3-2  | 2-0  | 5-3  | 3-1  | 2-1  | 1-1  | 3-3    |
| Barcelona        | 3-1  | 1-1  | 4-2  | –––– | 5-4  | 2-1  | 5-0  | 1-4  | 3-0  | 4-2    |
| Español          | 1-0  | 2-2  | 1-0  | 4-0  | –––– | 1-2  | 3-0  | 8-1  | 3-1  | 3-1    |
| CD Europa        | 1-2  | 2-2  | 2-0  | 0-3  | 1-2  | –––– | 5-0  | 1-2  | 3-2  | 0-1    |
| Racing Santander | 2-5  | 2-3  | 3-2  | 2-1  | 4-1  | 6-0  | –––– | 2-0  | 2-0  | 4-2    |
| Real Madrid      | 5-2  | 2-3  | 4-1  | 5-1  | 2-4  | 6-1  | 6-0  | –––– | 1-1  | 2-2    |
| Real Sociedad    | 4-4  | 1-7  | 2-0  | 1-2  | 1-0  | 2-0  | 7-0  | 4-0  | –––– | 2-3    |
| Real Unión       | 3-2  | 1-1  | 8-2  | 1-3  | 3-3  | 3-4  | 6-3  | 2-2  | 3-2  | ––––\| |

### Calendario
| andata (1ª) | andata (1ª) | Prima giornata              | ritorno (10ª) | ritorno (10ª) |
|             |             |                             |               |               |
| 1º dic.     | 2-1         | Athletic Bilbao-Real Madrid | 3-2           | 2 feb.        |
| 1º dic.     | 5-3         | Athlétic Madrid-CD Europa   | 0-2           | 2 feb.        |
| 1º dic.     | 3-0         | Barcelona -Real Sociedad    | 2-1           | 2 feb.        |
| 1º dic.     | 4-1         | Racing Santander-Español    | 0-3           | 2 feb.        |
| 1º dic.     | 3-2         | Real Unión-Arenas Getxo     | 2-7           | 2 feb.        |

| andata (3ª) | andata (3ª) | Terza giornata                | ritorno (12ª) | ritorno (12ª) |
|             |             |                               |               |               |
| 15 dic.     | 2-2         | Athletic Bilbao-Real Sociedad | 7-1           | 16 feb.       |
| 15 dic.     | 2-1         | Athlétic Madrid-Real Madrid   | 1-4           | 16 feb.       |
| 15 dic.     | 2-1         | Barcelona-CD Europa           | 3-0           | 16 feb.       |
| 15 dic.     | 2-5         | Racing Santander-Arenas Getxo | 1-5           | 16 feb.       |
| 15 dic.     | 3-3         | Real Unión-Español            | 1-3           | 16 feb.       |

| andata (1ª) | andata (1ª) | Prima giornata              | ritorno (10ª) | ritorno (10ª) |
|             |             |                             |               |               |
| 1º dic.     | 2-1         | Athletic Bilbao-Real Madrid | 3-2           | 2 feb.        |
| 1º dic.     | 5-3         | Athlétic Madrid-CD Europa   | 0-2           | 2 feb.        |
| 1º dic.     | 3-0         | Barcelona -Real Sociedad    | 2-1           | 2 feb.        |
| 1º dic.     | 4-1         | Racing Santander-Español    | 0-3           | 2 feb.        |
| 1º dic.     | 3-2         | Real Unión-Arenas Getxo     | 2-7           | 2 feb.        |

| andata (3ª) | andata (3ª) | Terza giornata                | ritorno (12ª) | ritorno (12ª) |
|             |             |                               |               |               |
| 15 dic.     | 2-2         | Athletic Bilbao-Real Sociedad | 7-1           | 16 feb.       |
| 15 dic.     | 2-1         | Athlétic Madrid-Real Madrid   | 1-4           | 16 feb.       |
| 15 dic.     | 2-1         | Barcelona-CD Europa           | 3-0           | 16 feb.       |
| 15 dic.     | 2-5         | Racing Santander-Arenas Getxo | 1-5           | 16 feb.       |
| 15 dic.     | 3-3         | Real Unión-Español            | 1-3           | 16 feb.       |

| andata (5ª) | andata (5ª) | Quinta giornata                  | ritorno (14ª) | ritorno (14ª) |
|             |             |                                  |               |               |
| 29 dic.     | 3-3         | Arenas Getxo-Athletic Bilbao     | 2-5           | 2 mar.        |
| 29 dic.     | 3-2         | CD Europa-Real Sociedad          | 0-2           | 2 mar.        |
| 29 dic.     | 3-2         | Racing Santander-Athlétic Madrid | 1-3           | 2 mar.        |
| 29 dic.     | 2-4         | Real Madrid-Español              | 1-8           | 2 mar.        |
| 29 dic.     | 1-3         | Real Unión-Barcelona             | 2-4           | 2 mar.        |

| andata (7ª) | andata (7ª) | Settima giornata              | ritorno (16ª) | ritorno (16ª) |
|             |             |                               |               |               |
| 12 gen.     | 2-0         | Arenas Getxo-Español          | 0-1           | 16 mar.       |
| 12 gen.     | 1-1         | Athlétic Madrid-Real Sociedad | 0-2           | 16 mar.       |
| 12 gen.     | 1-2         | CD Europa-Real Madrid         | 1-6           | 16 mar.       |
| 12 gen.     | 1-1         | Barcelona-Athletic Bilbao     | 3-4           | 16 mar.       |
| 12 gen.     | 6-3         | Real Unión-Racing Santander   | 2-4           | 16 mar.       |

| andata (5ª) | andata (5ª) | Quinta giornata                  | ritorno (14ª) | ritorno (14ª) |
|             |             |                                  |               |               |
| 29 dic.     | 3-3         | Arenas Getxo-Athletic Bilbao     | 2-5           | 2 mar.        |
| 29 dic.     | 3-2         | CD Europa-Real Sociedad          | 0-2           | 2 mar.        |
| 29 dic.     | 3-2         | Racing Santander-Athlétic Madrid | 1-3           | 2 mar.        |
| 29 dic.     | 2-4         | Real Madrid-Español              | 1-8           | 2 mar.        |
| 29 dic.     | 1-3         | Real Unión-Barcelona             | 2-4           | 2 mar.        |

| andata (7ª) | andata (7ª) | Settima giornata              | ritorno (16ª) | ritorno (16ª) |
|             |             |                               |               |               |
| 12 gen.     | 2-0         | Arenas Getxo-Español          | 0-1           | 16 mar.       |
| 12 gen.     | 1-1         | Athlétic Madrid-Real Sociedad | 0-2           | 16 mar.       |
| 12 gen.     | 1-2         | CD Europa-Real Madrid         | 1-6           | 16 mar.       |
| 12 gen.     | 1-1         | Barcelona-Athletic Bilbao     | 3-4           | 16 mar.       |
| 12 gen.     | 6-3         | Real Unión-Racing Santander   | 2-4           | 16 mar.       |

| andata (9ª) | andata (9ª) | Nona giornata                    | ritorno (18ª) | ritorno (18ª) |
|             |             |                                  |               |               |
| 26 gen.     | 4-0         | Athletic Bilbao-Racing Santander | 3-2           | 30 mar.       |
| 26 gen.     | 1-3         | Athlétic Madrid-Arenas Getxo     | 1-2           | 30 mar.       |
| 26 gen.     | 0-1         | CD Europa-Real Unión             | 4-3           | 30 mar.       |
| 26 gen.     | 1-4         | Barcelona-Real Madrid            | 1-5           | 30 mar.       |
| 26 gen.     | 1-0         | Real Sociedad-Español            | 1-3           | 30 mar.       |

| andata (2ª) | andata (2ª) | Seconda giornata               | ritorno (11ª) | ritorno (11ª) |
|             |             |                                |               |               |
| 8 dic.      | 1-3         | Arenas Getxo-Barcelona         | 1-3           | 9 feb.        |
| 8 dic.      | 2-2         | CD Europa-Athletic Bilbao      | 0-3           | 9 feb.        |
| 8 dic.      | 1-0         | Español-Athlétic Madrid        | 0-2           | 9 feb.        |
| 8 dic.      | 2-2         | Real Madrid-Real Unión         | 2-2           | 9 feb.        |
| 8 dic.      | 7-0         | Real Sociedad-Racing Santander | 0-2           | 9 feb.        |

| andata (9ª) | andata (9ª) | Nona giornata                    | ritorno (18ª) | ritorno (18ª) |
|             |             |                                  |               |               |
| 26 gen.     | 4-0         | Athletic Bilbao-Racing Santander | 3-2           | 30 mar.       |
| 26 gen.     | 1-3         | Athlétic Madrid-Arenas Getxo     | 1-2           | 30 mar.       |
| 26 gen.     | 0-1         | CD Europa-Real Unión             | 4-3           | 30 mar.       |
| 26 gen.     | 1-4         | Barcelona-Real Madrid            | 1-5           | 30 mar.       |
| 26 gen.     | 1-0         | Real Sociedad-Español            | 1-3           | 30 mar.       |

| andata (2ª) | andata (2ª) | Seconda giornata               | ritorno (11ª) | ritorno (11ª) |
|             |             |                                |               |               |
| 8 dic.      | 1-3         | Arenas Getxo-Barcelona         | 1-3           | 9 feb.        |
| 8 dic.      | 2-2         | CD Europa-Athletic Bilbao      | 0-3           | 9 feb.        |
| 8 dic.      | 1-0         | Español-Athlétic Madrid        | 0-2           | 9 feb.        |
| 8 dic.      | 2-2         | Real Madrid-Real Unión         | 2-2           | 9 feb.        |
| 8 dic.      | 7-0         | Real Sociedad-Racing Santander | 0-2           | 9 feb.        |

| andata (4ª) | andata (4ª) | Quarta giornata            | ritorno (13ª) | ritorno (13ª) |
|             |             |                            |               |               |
| 22 dic.     | 2-3         | Arenas Getxo-CD Europa     | 2-1           | 23 feb.       |
| 22 dic.     | 3-3         | Athlétic Madrid-Real Unión | 2-8           | 23 feb.       |
| 22 dic.     | 2-2         | Español-Athletic Bilbao    | 0-6           | 23 feb.       |
| 22 dic.     | 5-0         | Barcelona-Racing Santander | 1-2           | 23 feb.       |
| 22 dic.     | 4-0         | Real Sociedad-Real Madrid  | 1-1           | 23 feb.       |

| andata (6ª) | andata (6ª) | Sesta giornata               | ritorno (15ª) | ritorno (15ª) |
|             |             |                              |               |               |
| 5 gen.      | 5-2         | Athletic Bilbao-Real Unión   | 1-1           | 9 mar.        |
| 5 gen.      | 1-2         | Español-CD Europa            | 2-1           | 9 mar.        |
| 5 gen.      | 4-2         | Barcelona-Athlétic Madrid    | 2-3           | 9 mar.        |
| 5 gen.      | 6-0         | Real Madrid-Racing Santander | 0-2           | 9 mar.        |
| 5 gen.      | 4-4         | Real Sociedad-Arenas Getxo   | 1-3           | 9 mar.        |

| andata (4ª) | andata (4ª) | Quarta giornata            | ritorno (13ª) | ritorno (13ª) |
|             |             |                            |               |               |
| 22 dic.     | 2-3         | Arenas Getxo-CD Europa     | 2-1           | 23 feb.       |
| 22 dic.     | 3-3         | Athlétic Madrid-Real Unión | 2-8           | 23 feb.       |
| 22 dic.     | 2-2         | Español-Athletic Bilbao    | 0-6           | 23 feb.       |
| 22 dic.     | 5-0         | Barcelona-Racing Santander | 1-2           | 23 feb.       |
| 22 dic.     | 4-0         | Real Sociedad-Real Madrid  | 1-1           | 23 feb.       |

| andata (6ª) | andata (6ª) | Sesta giornata               | ritorno (15ª) | ritorno (15ª) |
|             |             |                              |               |               |
| 5 gen.      | 5-2         | Athletic Bilbao-Real Unión   | 1-1           | 9 mar.        |
| 5 gen.      | 1-2         | Español-CD Europa            | 2-1           | 9 mar.        |
| 5 gen.      | 4-2         | Barcelona-Athlétic Madrid    | 2-3           | 9 mar.        |
| 5 gen.      | 6-0         | Real Madrid-Racing Santander | 0-2           | 9 mar.        |
| 5 gen.      | 4-4         | Real Sociedad-Arenas Getxo   | 1-3           | 9 mar.        |

| \| andata (8ª) \| andata (8ª) \| Ottava giornata \| ritorno (17ª) \| ritorno (17ª) \| \| \| \| \| \| \| \| 19 gen. \| 6-1 \| Athletic Bilbao-Athlétic Madrid \| 4-3 \| 23 mar. \| \| 19 gen. \| 4-0 \| Español-Barcelona \| 4-5 \| 23 mar. \| \| 19 gen. \| 6-0 \| Racing Santander-CD Europa \| 0-5 \| 23 mar. \| \| 19 gen. \| 5-2 \| Real Madrid-Arenas Getxo \| 1-5 \| 23 mar. \| \| 19 gen. \| 2-3 \| Real Sociedad-Real Unión \| 2-3 \| 23 mar. \| |             |                                 |               |               |
| andata (8ª) | andata (8ª) | Ottava giornata                 | ritorno (17ª) | ritorno (17ª) |
| |             |                                 |               |               |
| 19 gen. | 6-1         | Athletic Bilbao-Athlétic Madrid | 4-3           | 23 mar.       |
| 19 gen. | 4-0         | Español-Barcelona               | 4-5           | 23 mar.       |
| 19 gen. | 6-0         | Racing Santander-CD Europa      | 0-5           | 23 mar.       |
| 19 gen. | 5-2         | Real Madrid-Arenas Getxo        | 1-5           | 23 mar.       |
| 19 gen. | 2-3         | Real Sociedad-Real Unión        | 2-3           | 23 mar.       |

| andata (8ª) | andata (8ª) | Ottava giornata                 | ritorno (17ª) | ritorno (17ª) |
|             |             |                                 |               |               |
| 19 gen.     | 6-1         | Athletic Bilbao-Athlétic Madrid | 4-3           | 23 mar.       |
| 19 gen.     | 4-0         | Español-Barcelona               | 4-5           | 23 mar.       |
| 19 gen.     | 6-0         | Racing Santander-CD Europa      | 0-5           | 23 mar.       |
| 19 gen.     | 5-2         | Real Madrid-Arenas Getxo        | 1-5           | 23 mar.       |
| 19 gen.     | 2-3         | Real Sociedad-Real Unión        | 2-3           | 23 mar.       |

## Statistiche

### Squadre

#### Capoliste solitarie
|    | ——         | ——         | ——         | ——         | ——         | ——         | ——         | —— | ——  | ——  | ——  | ——              | ——              | ——              | ——              | ——              | ——              | —— |  |
|    | Barcellona | Barcellona | Barcellona | Barcellona | Barcellona | Barcellona | Barcellona |    |     |     |     | Athletic Bilbao | Athletic Bilbao | Athletic Bilbao | Athletic Bilbao | Athletic Bilbao | Athletic Bilbao |    |  |
|    |            |            |            |            |            |            |            |    |     |     |     |                 |                 |                 |                 |                 |                 |    |  |
|    |            |            |            |            |            |            |            |    |     |     |     |                 |                 |                 |                 |                 |                 |    |  |
| 1ª | 2ª         | 3ª         | 4ª         | 5ª         | 6ª         | 7ª         | 8ª         | 9ª | 10ª | 11ª | 12ª | 13ª             | 14ª             | 15ª             | 16ª             | 17ª             | 18ª             |    |  |

#### Primati stagionali
- Maggior numero di vittorie: Athletic Bilbao (12)
- Minor numero di sconfitte: Athletic Bilbao (0)
- Migliore attacco: Athletic Bilbao (63 reti segnate)
- Miglior difesa: Athletic Bilbao (28 reti subite)
- Miglior differenza reti: Athletic Bilbao (+35)
- Maggior numero di pareggi: Athletic Bilbao (6)
- Minor numero di pareggi: Racing Santander (0)
- Maggior numero di sconfitte: Racing Santander, CD Europa, Atletico Madrid (11)
- Minor numero di vittorie: Real Sociedad, Atletico Madrid (5)
- Peggior attacco: Racing Santander, Atletico Madrid (32 reti segnate)
- Peggior difesa: Racing Santander (58 reti subite)
- Peggior differenza reti: Racing Santander (-26)

### Individuali

#### Classifica marcatori
Ad aggiudicarsi il Trofeo Pichichi fu Guillermo Gorostiza.
| Gol |  |  | Giocatore           | Squadra         |
| --- |  |  | ------------------- | --------------- |
| 19  |  |  | Guillermo Gorostiza | Athletic Bilbao |
| 18  |  |  | Gaspar Rubio        | Real Madrid     |
| 18  |  |  | Luis Marín Sabater  | Athlétic Madrid |
| 18  |  |  | Santiago Urtizberea | Real Union      |
| 15  |  |  | Víctor Unamuno      | Athletic Bilbao |